# 大紅機器
大紅機器（英語：Big Red Machine），是美國職棒大聯盟辛辛那提紅人在1970年至1976年間的暱稱，其以強大的打擊火力，稱霸國家聯盟，而獲得這個綽號。
1970年至1976年間的紅人獲得683勝與443敗，兩次獲得世界大賽冠軍，被認為是美國大聯盟史上的最強的隊伍之一。這個綽號在1969年首次出現，在1970年後開始流行。
1970年代的紅人拿下6次分區冠軍、4次國聯冠軍和2次世界大賽冠軍。球隊平均每年能夠拿下95勝，這段期間球隊一共拿下953勝657敗。
1981年，紅人拿下了隊史最佳戰績。但是卻因為那年大聯盟發生了罷工事件，不僅將球季分成上下半季，也間接導致紅人無緣季後賽。

## 最佳八人
這八人包含大聯盟歷史安打王彼得·羅斯、3位名人堂球員強尼·班奇、喬·摩根和湯尼·培瑞茲、還有戴夫·康塞普西翁、喬治·佛斯特、老肯·葛瑞菲和塞薩·傑隆尼默。這8位球員一共拿下25座金手套獎、入選63次明星賽。1975年和1976年，只要這8位球員同時出賽，紅人的戰績是88勝19敗。

## 戰績
| 年分   | 戰績   | 分區排名      | 季後賽                                                               |
| ------ | ------ | ------------- | -------------------------------------------------------------------- |
| 1970年 | 102–60 | 第一名 (西區) | 勝 國聯冠軍賽 3勝0敗打敗匹茲堡海盜 敗 世界大賽1勝4敗輸給巴爾的摩金鶯 |
| 1971年 | 79–83  | 第四名 (西區) |                                                                      |
| 1972年 | 95–59  | 第一名 (西區) | 勝 國聯冠軍賽 3勝2敗打敗匹茲堡海盜 敗 世界大賽3勝4敗輸給奧克蘭運動家 |
| 1973年 | 99–63  | 第一名 (西區) | 敗 國聯冠軍賽 2勝3敗輸給紐約大都會                                   |
| 1974年 | 98–64  | 第二名 (西區) |                                                                      |
| 1975年 | 108–54 | 第一名 (西區) | 勝 國聯冠軍賽 3勝2敗打敗匹茲堡海盜 勝 世界大賽 4勝3敗打敗波士頓紅襪  |
| 1976年 | 102–60 | 第一名 (西區) | 勝 國聯冠軍賽 3勝0敗打敗費城費城人 勝 世界大賽 4勝0敗打敗紐約洋基    |